# Wrinkles the Clown
Wrinkles the Clown és un personatge creat per un artista de performance no identificat que viu a Naples, Florida, com a part d'un projecte d'art elaborat. Wrinkles és un home sense llar, que es disfressa de pallasso i és contractat pels pares per espantar els nens per "uns quants centenars de dòlars", oferint-se a venir a casa seva i atemorir els nens que es comporten malament. El personatge va aparèixer per primera vegada en un vídeo penjat a YouTube el 2015, on es mostrava que sortia de sota del llit d'una jove en plena nit. Posteriorment, el personatge va aparèixer en diversos vídeos més, o bé atemorint els nens a les seves cases o fent un comportament pertorbador com agitar als motoristes des d'un carrer enfosquit. Paral·lelament, adhesius que duien la cara del pallasso i un número de telèfon van començar a aparèixer al voltant de Florida i ràpidament es van tornar virals.
Durant anys, la identitat, els motius i la veracitat dels seus vídeos van ser objecte d'especulació. El 4 d'octubre de 2019 es va publicar un documental, Wrinkles the Clown, que va revelar la naturalesa de la performance artística del personatge mentre deixava la identitat del seu creador anònim.

## Biografia
En una entrevista el novembre de 2015 al Washington Post, Wrinkles afirmà ser un veterà jubilat i divorciat de seixanta-cinc anys que es va traslladar a Naples, Florida, des de Rhode Island en algun moment cap al 2009. No estava satisfet de ser un "jubilat avorrit", i Wrinkles va comprar a Internet la seva característica màscara de pallasso i va començar a fabricar adhesius i targetes de visita promocionant el seu número de telèfon. Durant els anys següents, Wrinkles va créixer en popularitat. Adolescents de Florida van publicar fotografies fetes a Wrinkles per les xarxes socials i el mateix Wrinkles va declarar que des de llavors rebia "centenars de trucades telefòniques al dia".
Al documental del 2019 Wrinkles the Clown va descartar les afirmacions de l'article del Washington Post que s'havien fet sobre el personatge, ja que per exemple revelà que el jubilat representat a la pel·lícula és un actor contractat pel "real" Wrinkles. Indicant que ell era més jove, i que el personatge de seixanta-cinc anys és en realitat un alter ego fictici que va crear per explicar qui estava sota la màscara. L'autèntic Wrinkles indicà que era un artista de performance, i que amb els vídeos i la campanya viral de Wrinkles estava formant un projecte artístic de llarga durada i complexitat.

## Documental
El 3 de febrer de 2016, el cineasta local Cary Longchamps va iniciar una campanya de Kickstarter per recaptar diners per a un documental sobre Wrinkles. El projecte va ser finalment infructuós, amb 87 patrocinadors que donaren 3.853 dòlars, no assolint la xifra necessària de 45.000 dòlars. Poc després, es va anunciar que Wrinkles havia entrat en converses amb altres companyies productores localitzades a Los Angeles per produir una pel·lícula. El desembre de 2016, Naples Daily News va descobrir detalls que descobririen com la campanya mediàtica sobre Winkles l'any 2015 que es convertí en viral havia estat generada inicialment a través d'una campanya de màrqueting de l'empresa Longchamps, amb un dels primers vídeos en línia on es mostrava Wrinkles a la residència de Longchamps. Tot i això, Longchamps negà aquestes afirmacions, afirmant que el vídeo ambientat a casa seva era una coincidència. El departament del xèrif del comtat de Collier, a Florida, també va declarar que no havia rebut cap informe de "pallassos esgarrifosos que assetgessin els barris o passegessin pels carrers" amb la intenció d'espantar la gent, fins a les aparicions de pallassos del 2016. Cap d'aquestes aparicions varen ser confirmades per l'oficina del xèrif del Comtat de Collier.
El 27 d'agost de 2019, Variety va informar que Magnet Releasing, una filial de Magnolia Pictures especialitzada en pel·lícules estrangeres i de gènere, havia adquirit els drets sobre el documental. El documental, titulat Wrinkles the Clown, es va estrenar als Estats Units el 4 d'octubre de 2019.